# Paul Gilbert (Musiker)

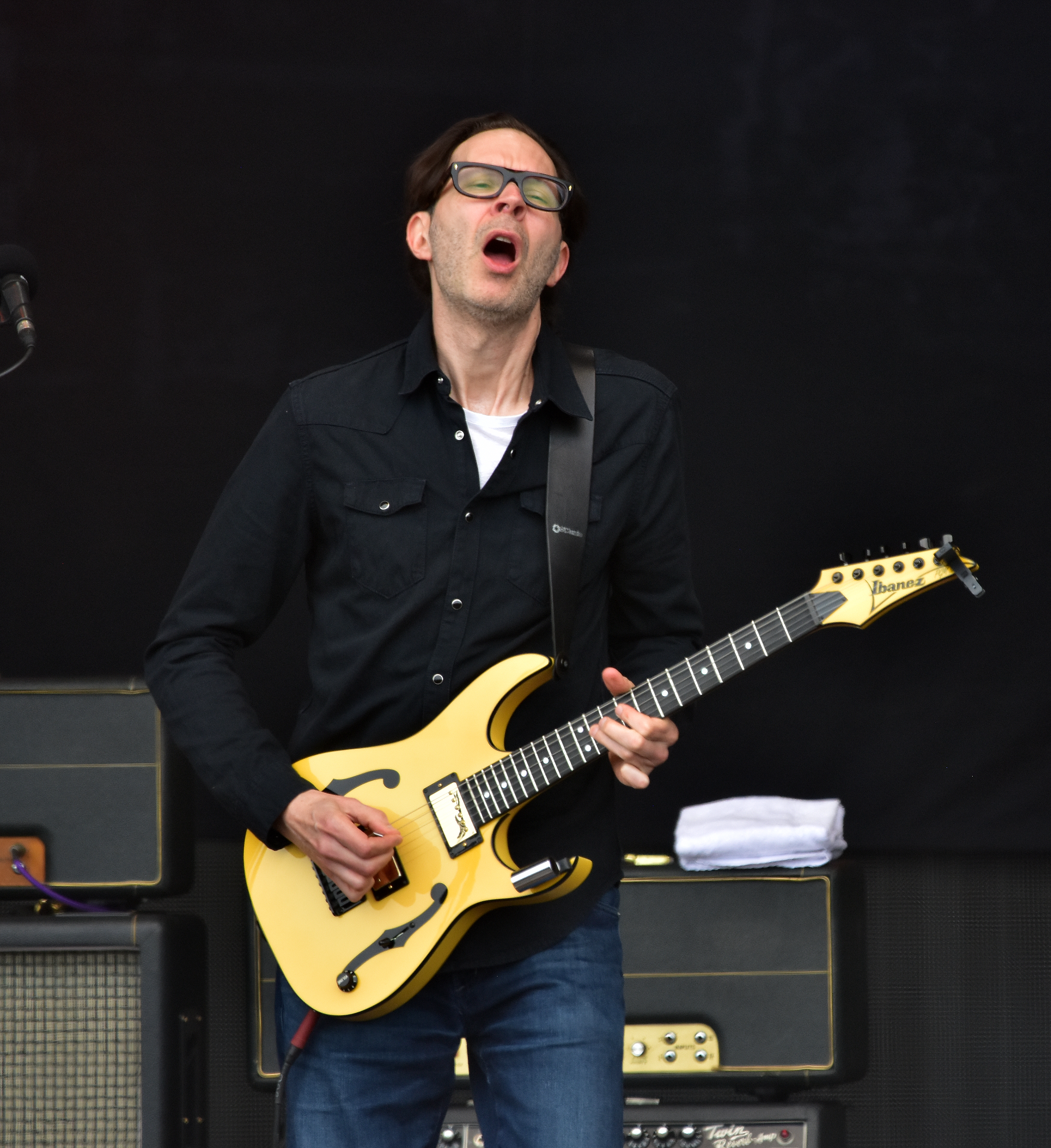
Paul Gilbert, 2024

Paul Brandon Gilbert (* 6. November 1966 in Carbondale, Illinois) ist ein US-amerikanischer Rockmusiker, der für seine Virtuosität sowie seine ungewöhnlichen Methoden des Gitarrenspiels bekannt ist.

## Musikalischer Werdegang
Nach eigenen Angaben begann Gilberts Interesse für die Musik im Alter von fünf Jahren, als ihm seine Eltern eine Kindergitarre mit einem batteriebetriebenen Verstärker zum Geburtstag schenkten. Mit 9 Jahren erwachte in ihm das Interesse für die Rockmusik; zu seinen damaligen Lieblingsbands zählt er unter anderem Led Zeppelin, Kiss und Aerosmith. Im Alter von 15 Jahren stellte er sich mit einer Democassette bei dem US-Talent Scout Mike Varney von Shrapnel Records vor und forderte ihn auf, ihm einen Vorspieltermin bei Ozzy Osbourne zu besorgen. Gilbert wurde in der Spotlight-Kolumne von Varney vorgestellt und gewann in Los Angeles die L.A. Guitar Wars. 1984 half Varney Gilbert, nach Hollywood zu ziehen und sein Intensivstudium am Guitar Institute of Technology aufzunehmen. Erste Erfahrung im Studio sammelte der Gitarrist mit der Gruppe „Black Sheep“, mit der er das Album Trouble in the Streets aufnahm, an dem auch Dokken-Gitarrist George Lynch beteiligt war.
1985 gründete er seine erste professionelle Coverband Electric Fence und verdiente damit seinen Lebensunterhalt, neben seinem Job als Gitarrenlehrer in der Gitarrenabteilung („Guitar Institute of Technology“, G.I.T.) des Musicians Institute, einer renommierten Musikhochschule in Los Angeles, in der er u. a. den jungen Buckethead unterrichtete. 1986 gründete er die Band Racer X. Ein weiterer Schüler der Zeit am G.I.T. war Bruce Bouillet, den Gilbert mit schwierigen Aufgaben konfrontierte. Im Gegensatz zu anderen Schülern, die ihren Lehrer am jeweils nächsten Tag mit Fragen zur Technik konfrontierten, hatte Bouillet seine Hausaufgaben gemacht und beherrschte die Techniken. Gilbert sagte später dazu: „Wir haben das fünf Wochen lang durchgezogen - dann habe ich es mit der Angst zu tun bekommen, dass der Bursche bald besser sein würde als ich.“ Er holte Bouillet als zweiten Gitarristen zu Racer X, und gemeinsam mit ihm nahm die Band das zweite Album, Second Heat, auf. Trotz einigen Erfolges löste sich die Gruppe 1988 auf, fand 1999 jedoch wieder zusammen und nimmt in loser Folge Alben auf oder gibt Konzerte.

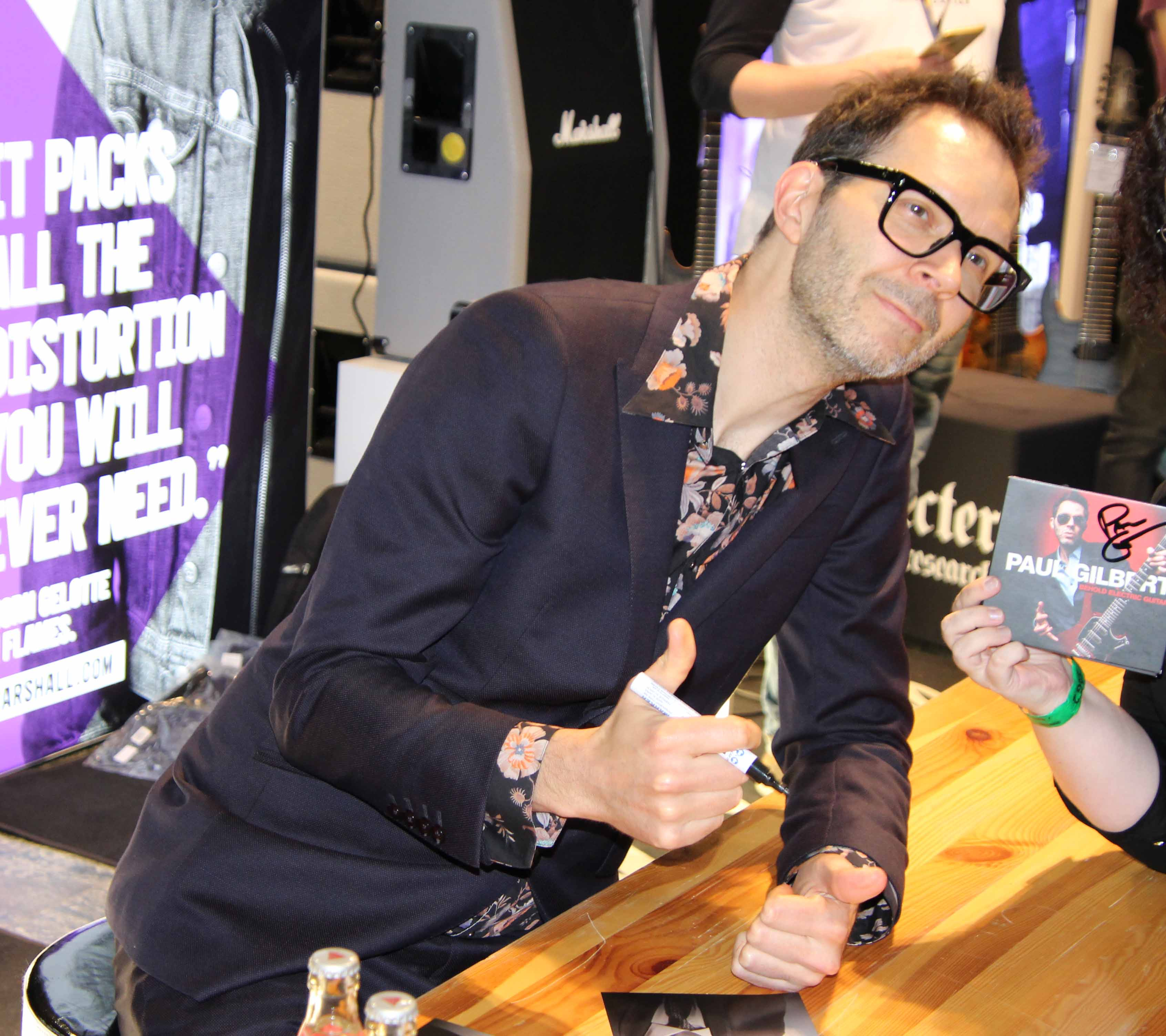
Paul Gilbert auf der Musikmesse Guitar Summit in Mannheim (2019)

Bekanntheit brachte Gilbert vor allem die Band Mr. Big, die er 1989 zusammen mit dem Rockbassisten Billy Sheehan nach einer Jamsession gründete und mit der er zusammen vier Studio- und fünf Live-Alben produzierte. Als Gilbert Mr. Big 1996 verließ, beschloss er, einer Solo-Karriere nachzugehen.
2007 trat Paul Gilbert mit John Petrucci und Joe Satriani im Rahmen des G3-Projektes auf, 2008 veröffentlichte er zusammen mit dem Sänger Freddie Nelson das Album United States.
2009 unternahm Paul Gilbert im Rahmen einer Reunion Tour mit seiner Band Mr. Big eine Comebacktournee in Originalbesetzung, im Anschluss daran veröffentlichte die Gruppe die Live-CD und die DVD Back to Budokan. 2010 ging die Gruppe ins Studio und nahm zum ersten Mal seit 1996 ein neues Album in der Originalbesetzung auf, das im Januar 2011 unter dem Titel What if... bei Frontiers Records veröffentlicht wurde.
2012 erschien das Soloalbum Vibrato; 2014 erschien Stone Pushing Uphill Man und 2015 I Can Destroy.

## Diskografie
Black Sheep
- Trouble in the Streets (1985)

Racer X
- Street Lethal (1986)
- Second Heat (1987)
- Live Extreme, Vol. 1 (1988)
- Live Extreme, Vol. 2 (1991)
- Technical Difficulties (1999)
- Superheroes (2000)
- Live at the Whiskey: Snowball of Doom (2001)
- Getting Heavier (2002)
- Live at the Yokohama: Snowball of Doom 2 (2002)

Mr. Big
- Mr. Big (1989)
- Lean Into It (1991)
- Bump Ahead (1993)
- Hey Man (1996)
- Back to Budokan (2009)
- What if... (2011)
- … The Stories We Could Tell (2014)
- Defying Gravity (2017)
- Ten (2024)

Soloalben
- Tribute To Jimi Hendrix (1991)
- King of Clubs (1997)
- Flying Dog (1998)
- Beehive Live (1999)
- Alligator Farm (2000)
- Raw Blues Power (2002)
- Burning Organ (2002)
- Paul The Young Dude (2003)
- Gilbert Hotel (2003)
- Acoustic Samurai (2003)
- Space Ship One (2005)
- Get Out Of My Yard (2006)
- Silence Followed By A Deafening Roar (2008)
- United States (2008); mit Freddie Nelson
- Fuzz Universe (2010)
- Vibrato (2012)
- Stone Pushing Uphill Man (2014)
- I Can Destroy (2015)
- Behold Electric Guitar (2019)
- Werewolves of Portland (2021)

- Zahlreiche Gitarrenlehrvideos (Intense Rock pt. 1 & 2, Guitars from Mars Classic & Rock, Paul Gilbert’s Terrifying Guitar Trip, Get Out Of My Yard, Silence Followed By A Deafening Roar - Guitar Instructional DVD and Shred Annex)

## Equipment
Paul Gilbert spielt fast ausschließlich Ibanez-Gitarren, wobei der Hersteller bereits mehrere Signatur-Modelle für ihn produziert hat, z. B. die PGM und die Fireman. Er spielt Ernie-Ball-Saiten (.009 - .042) und Jim-Dunlop-Tortex-Plektren (.60mm).
Früher verwendete er live und im Studio einen Laney-GH100L-Verstärker. Seit Ende 2007 ist er offizieller Endorser für Marshall-Verstärker. Im Rahmen der Musikmesse Frankfurt 2008 warb er für den Vintage-Modern-Combo, den er auch zu den Aufnahmen seines Albums „Silence Followed By A Deafening Roar“ benutzte.